# Lema (Arzúa)
Lema (llamada oficialmente San Pedro de Lema) es una parroquia española del municipio de Arzúa, en la provincia de La Coruña, Galicia.

## Entidades de población
Entidades de población que forman parte de la parroquia:
- A Crus (A Cruz de Pastoriza)
- Barros
- Carballos Altos
- Lema de Abaixo
- Lema de Arriba
- Magulán (Magolán)
- Pastoriza a Nova
- Pastoriza a Vella
- Ponte Lema

## Despoblado
Despoblado que forma parte de la parroquia:
- San Pedro

## Demografía
| Gráfica de evolución demográfica de Lema entre 2000 y 2018 |
|                                                            |
| Datos según el nomenclátor publicado por el INE.           |